# Chlorodrepanis
Chlorodrepanis är ett fågelsläkte i familjen finkar inom ordningen tättingar: Släktet omfattar tre arter som förekommer i Hawaiiöarna:
- Hawaii-amakihi (C. virens)
- Oahu-amakihi (C. flava)
- Kauai-amakihi (C. stejnegeri)